# 祖国
祖国（そこく）は、あるエスニックな集団がそこに長い歴史的なかかわりと深い文化的関連性を持っている文化的、地理的な地域についていうものである。「父祖の国」ともいう。また、英語ではファーザーランド（Fatherland）、フランス語ではパトリ（Patrie）と呼ばれる。
国民的なアイデンティティと結びついた土地といってもいい。一般的な名詞としては、その人がそこから由来している出身地でもある国。人種的、文化的なアイデンティティとして帰属感を持っている国。似たような表現として、母国、故郷などがあるが、歴史的、文化的に用法が若干異なり、微妙なニュアンスの違いがある。